# 幌延町
幌延町（日语：／ Horonobe chō */?）是位于北海道北部宗谷綜合振興局的町，北緯45度線通過城鎮中心。西部為沙丘及佐呂別原野，東部為山區和丘陵，其中山區多為北海道大學的實驗林地，南端則以天鹽川與天鹽町相鄰。幌延町的沿海地區設有大量的風力發電風車，成為當地的主要景觀。當地以酪農業為主，總共約有11,000頭乳牛，也因此帶動奶油製造及奶粉生產的產業，雪印乳業在此設有幌延工廠。幌延町氣候涼爽，除了飼養馴鹿外還栽培了喜馬拉雅罌粟等高山植物。
名稱來源于愛努語的「poro-nup」或「poro-nutap」，為大原野的意思，也就是佐呂別原野。

## 地理
幌延町位於宗谷振興局的中央偏西處的日本海岸，北海道第二長的河流天鹽川河口位於該町的西南端，天鹽川也是幌延町與其西南方的天鹽町的邊界。在天鹽川周圍，可見因河川整治工程而人工形成的河跡湖。西方位於日本海海濱的海岸沙丘，過去曾是沙洲；沙洲的內陸是原為潟湖但經淤積後形成的溼地佐呂別原野；濕地經過土壤改良後，變成了開闊的農地和牧草地。東部除了問寒別川沿岸以外，大部分是山嶽、丘陵地森林帶，其中大多是北海道大學的天鹽研究林。 研究林的總面積約為22000公頃。

## 歷史

### 沿革
北海道綜合振興局及振興局設定條例實施的2010年4月之前，幌延町是留萌支廳的管轄區域。但由於當地跟舊宗谷支廳的聯繫很強，因此在條例實施時將管轄區轉移到宗谷綜合振興局。
- 1899年：來自福井的15戶居民進入下佐呂別進行開墾，並設置本願寺、天鹽、法華宗的農場。[5]
- 1909年：從天鹽村（現在的天鹽町）分割獨立設置幌延村外1戶長役場。
- 1919年4月1日：幌延村和沙流村合併為幌延村，成為北海道二級村。[6]
- 1940年9月1日：原砂流村地區由幌延村分村，設立豐富村（現在的豐富町），成為北海道二級村。
- 1960年9月1日：改制為幌延町。

## 交通

### 機場
- 稚內機場（位於稚內市）

### 鐵路
原在町內設有多個宗谷本線的車站，然而因為使用量實在過低，近年來超過一半的車站都被廢站，只餘下四個車站仍然使用中。
- 北海道旅客鐵道

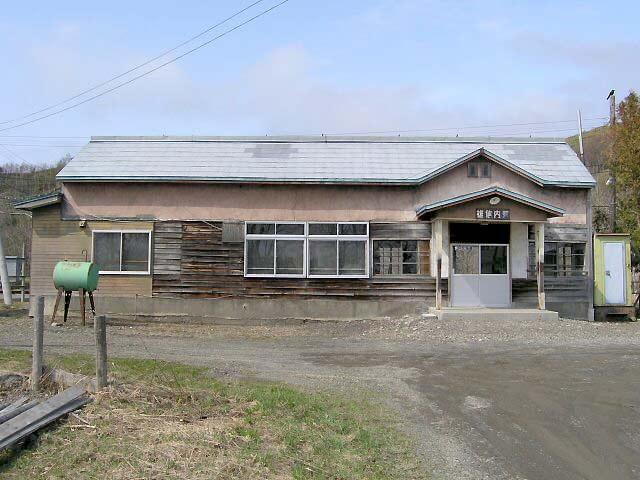
已廢站的雄信內站

  - 宗谷本線：問寒別站 - 糠南站 - （上雄信內站 - 廢站） - （雄信內站 - 廢站） - （安牛站 - 廢站）- （南幌延站 - 廢站） - （上幌延站 - 廢站） - 幌延站 - （南下沼站 - 廢站）-  下沼站

### 道路
| 一般國道 - 國道40號 - 國道232號 主要道道 - 北海道道84號豐富濱頓別線 - 北海道道106號稚內天鹽線 - 北海道道121號稚內幌延線 | 道道 - 北海道道256號豐富遠別線 - 北海道道302號雄信內停車場線 - 北海道道395號問寒別停車場下國府線 - 北海道道541號問寒別佐久停車場線 - 北海道道583號上問寒問寒別停車場線 - 北海道道645號上問寒幌延停車場線 - 北海道道785號豐富中頓別線 - 北海道道972號濱里下沼線 |

## 觀光景點

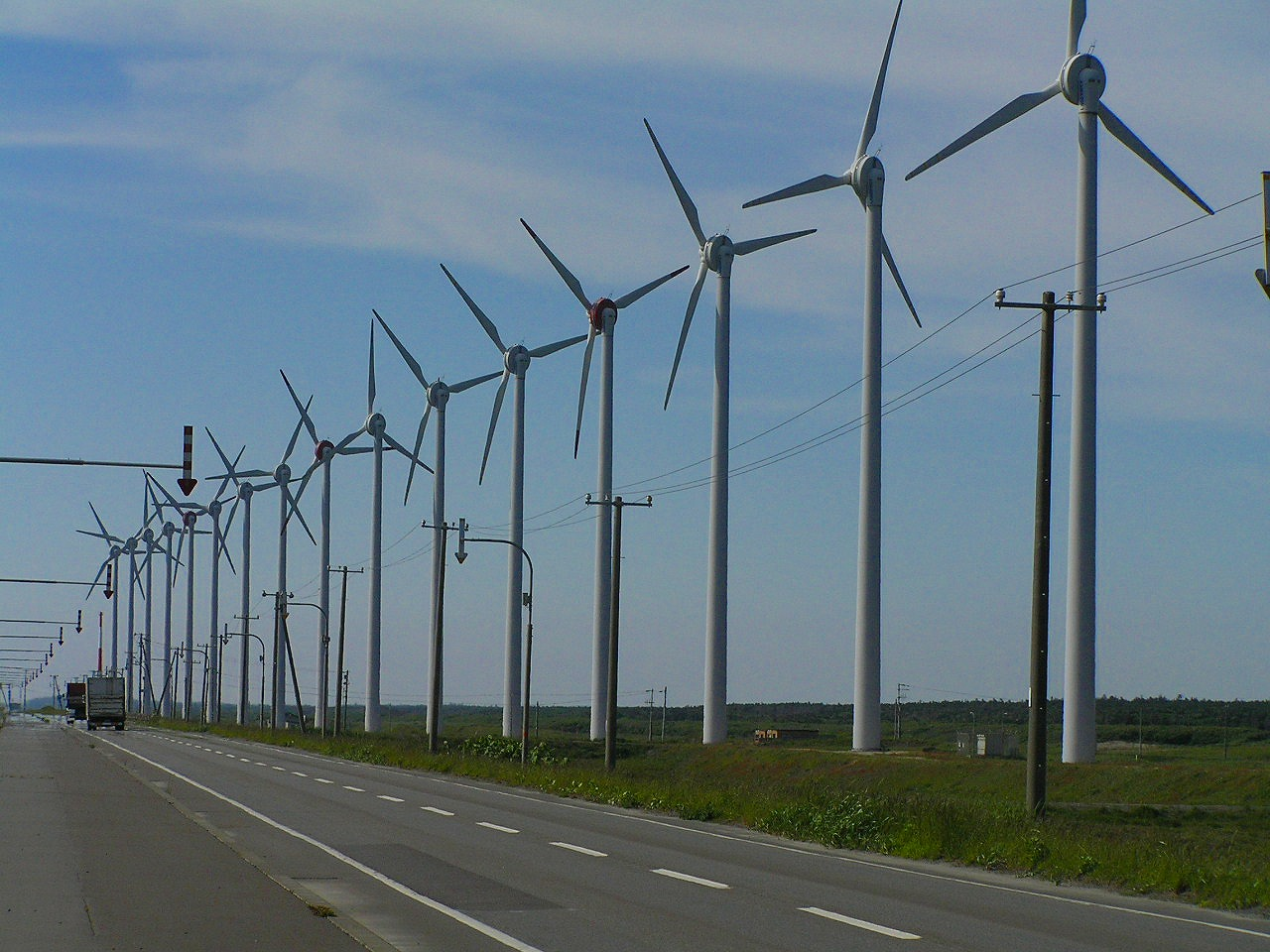
經過濱里地區的北海道道106號及其沿線的音類風力發電廠

### 觀光
- 利尻禮文佐呂別國立公園
- 幌延旅客中心：緊鄰佐呂別原野的長沼。
- 名山台展望台 ：位於國道40號沿線，可一覽利尻富士、日本海、佐呂別原野。
- 馴鹿旅遊牧場：位於幌延市區诶方，可近看並餵食馴鹿
- 金田心象書道美術館（心象館） ：位於幌延市區，為日本第一個書法美術館。
- 音類風力発電所
- 北緯45度線
- 名林公園
- 長應寺

### 祭典
- 幌延名林公園祭（8月中旬）
- （9月第一個星期六）
- 白馴鹿慶典（12月下旬）

## 教育

### 大學設施
- 北海道大學實驗林

### 中學校
- 幌延町立幌延中學校 （页面存档备份，存于）

### 小中學校
- 幌延町立問寒別小中學校

### 小學校
- 幌延町立幌延小學校

## 本地出身的名人
- 金田心象：書法家。
- ：喜劇演員，實際為天鹽町出身，但生前擔任幌延町旅遊大使，
- ：原職業摔交選手，學生時代曾住於幌延町內。

## 外部連結
- （日語）利尻禮文佐呂別國立公園
- （日語）佐呂別照像日記 （页面存档备份，存于）
- （日語）幌延町　オトンルイ風力発電所の風車
- （日語）農林水產省統計資料-幌延町